# Ілятка
Іля́тка — село в Україні, у Старосинявській селищній громаді Хмельницького району Хмельницької області. Населення становить 282 особи. 

## Історія
Церква Святого Михайла відома з презенти 1734 року. 
У 1762 році збудована нова церква Св.Михаїла  – дерев’яна триверха, з опасанням. 
Іконостас 1802 року – 3-ярусний. В 1845 р. окремо від церкви збудована кам’яна дзвіниця [Приходы и церкви Подольской епархии. – Труды Подольского епархиального историко-статистического комитета, 1901 г., т. 9, с. 668 – 669].
В 1905 році зафіксована назва Ильятка [Крылов А. П. Населённые места Подольской губернии. – Каменец-Подольский: изд. губ. стат. комитета, 1905 г., с. 160].
7 (20) листопада 1917 року, відповідно до Третього Універсалу Української Центральної Ради, увійшло до складу Української Народної Республіки.
12 червня 2020 року, відповідно до розпорядження Кабінету Міністрів України № 727-р «Про визначення адміністративних центрів та затвердження територій територіальних громад Хмельницької області», увійшло до складу Старосинявської селищної громади.
19 липня 2020 року, в результаті адміністративно-територіальної реформи та ліквідації Старосинявського району, село увійшло до складу новоутвореного Хмельницького району.

## Населення

### Мова
Розподіл населення за рідною мовою за даними перепису 2001 року:
| Мова       | Кількість | Відсоток |
| ---------- | --------- | -------- |
| українська | 279       | 98.94%   |
| російська  | 2         | 0.71%    |
| білоруська | 1         | 0.35%    |
| Усього     | 282       | 100%     |